# باو (نهر)
نهر باو Bow River هو نهر في مقاطعة ألبرتا الكندية.
ينبع في جبال روكي ويمر عبر تلال ألبرتا إلى البراري، حيث يلتقي بنهر أولدمان، حيث يشكلان نهر ساسكاتشوان الجنوبي. ثم يصب من خلال نهر نلسون إلى خليج هدسون.